# آنتون والبروک
آدولف آنتون ویلهِلم والبروک (آلمانی: Adolf Anton Wilhelm Wohlbrück؛ ۱۹ نوامبر ۱۸۹۶ – ۹ اوت ۱۹۶۷) هنرپیشه اهل کشور اتریش و ساکن کشور بریتانیا بود. از فیلم‌هایی که وی در آن نقش داشته است می‌توان به ژان مقدس، کفش‌های قرمز و مدار ۴۹ درجه اشاره کرد.